# Starnberg Argonauts
Gli Starnberg Argonauts sono una squadra di football americano, di Starnberg, in Germania, fondata nel 1981.

## Dettaglio stagioni

### Amichevoli
| Stagione | Vin | Par | Per | Tot | PF | PS | avversaria          |
| -------- | --- | --- | --- | --- | -- | -- | ------------------- |
| 2017     | 0   | 0   | 1   | 1   | 14 | 48 | Reykjavík Einherjar |
| Totale   | 0   | 0   | 1   | 1   | 14 | 48 |                     |

### Tornei nazionali

#### Campionato

##### Bundesliga
| Stagione | regular season | regular season | regular season | regular season | regular season | regular season | playoff | playoff | playoff | playoff | playoff | playoff | playoff   | playoff    |
|          | Vin            | Par            | Per            | Tot            | PF             | PS             | Vin     | Par     | Per     | Tot     | PF      | PS      | risultato | avversaria |
| -------- | -------------- | -------------- | -------------- | -------------- | -------------- | -------------- | ------- | ------- | ------- | ------- | ------- | ------- | --------- | ---------- |
| 1983     | 2              | 0              | 8              | 10             | 142            | 356            | -       | -       | -       | -       | -       | -       | -         |            |
| 1984     | 0              | 0              | 14             | 14             | 24             | 548            | -       | -       | -       | -       | -       | -       | -         |            |
| Totale   | 2              | 0              | 22             | 24             | 166            | 904            | -       | -       | -       | -       | -       |         |           |            |

Fonti: Enciclopedia del Football - A cura di Roberto Mezzetti

##### 2. Bundesliga/GFL2
| Stagione | regular season | regular season | regular season | regular season | regular season | regular season | playoff | playoff | playoff | playoff | playoff | playoff   | playoff    |
|          | Vin            | Par            | Per            | Tot            | PF             | PS             | Vin     | Per     | Tot     | PF      | PS      | risultato | avversaria |
| -------- | -------------- | -------------- | -------------- | -------------- | -------------- | -------------- | ------- | ------- | ------- | ------- | ------- | --------- | ---------- |
| 1982     | 0+?            | 0+?            | 2+?            | 8              | 9+?            | 68+?           | -       | -       | -       | -       | -       | -         | -          |
| 1985     | 0              | 0              | 10             | 10             | 38             | 381            | -       | -       | -       | -       | -       | -         | -          |
| 1986     | 5              | 0              | 5              | 10             | 214            | 175            | -       | -       | -       | -       | -       | -         | -          |
| 1987     | 3              | 0              | 7              | 10             | 84             | 193            | -       | -       | -       | -       | -       | -         | -          |
| 1988     | 3              | 0              | 9              | 12             | 158            | 303            | -       | -       | -       | -       | -       | -         | -          |
| 1989     | 0              | 0              | 10             | 10             | 44             | 354            | -       | -       | -       | -       | -       | -         | -          |
| 1993     | 1              | 0              | 11             | 12             | 92             | 303            | -       | -       | -       | -       | -       | -         | -          |
| 2013     | 3              | 1              | 10             | 14             | 298            | 526            | -       | -       | -       | -       | -       | -         | -          |
| Totale   | 15+?           | 1+?            | 64+?           | 86             | 1037           | 2303           | -       | -       | -       | -       | -       |           |            |

Fonti: Enciclopedia del Football - A cura di Roberto Mezzetti

##### Verbandsliga (terzo livello)/Bayernliga (terzo livello)/Regionalliga
| Stagione | regular season | regular season | regular season | regular season | regular season | regular season | playoff | playoff | playoff | playoff | playoff | playoff   | playoff                      |
|          | Vin            | Par            | Per            | Tot            | PF             | PS             | Vin     | Per     | Tot     | PF      | PS      | risultato | avversaria                   |
| -------- | -------------- | -------------- | -------------- | -------------- | -------------- | -------------- | ------- | ------- | ------- | ------- | ------- | --------- | ---------------------------- |
| 1990     | 3              | 1              | 6              | 10             | 114            | 200            | -       | -       | -       | -       | -       | -         | -                            |
| 1991     | 3              | 0              | 7              | 10             | 89             | 243            | -       | -       | -       | -       | -       | -         | -                            |
| 1992     | 7              | 1              | 2              | 10             | 247            | 141            | 1       | 1       | 2       | 38      | 26      | Promossi  | Fürth Buffalos               |
| 1994     | 7              | 0              | 3              | 10             | 274            | 86             | 1       | 1       | 2       | 22      | 7       | Promossi  | Schrobenhausen Olympic Bears |
| 1995     | 3              | 0              | 7              | 10             | 106            | 287            | -       | -       | -       | -       | -       | -         | -                            |
| 2008     | 7              | 1              | 2              | 10             | 84             | 96             | -       | -       | -       | -       | -       | -         | [ 2 ]                        |
| 2009     | 2              | 2              | 6              | 10             | 121            | 191            | -       | -       | -       | -       | -       | -         | -                            |
| 2010     | 8              | 0              | 4              | 12             | 310            | 212            | -       | -       | -       | -       | -       | -         | -                            |
| 2011     | 4              | 0              | 4              | 8              | 189            | 225            | -       | -       | -       | -       | -       | -         | -                            |
| 2012     | 9              | 0              | 1              | 10             | 416            | 185            | -       | -       | -       | -       | -       | -         | -                            |
| 2014     | 2              | 0              | 10             | 12             | 229            | 523            | -       | -       | -       | -       | -       | -         | -                            |
| Totale   | 55             | 5              | 52             | 112            | 2079           | 2389           | 2       | 2       | 4       | 60      | 33      |           |                              |

Fonti: Enciclopedia del Football - A cura di Roberto Mezzetti

##### Bayernliga (quarto livello)
| Stagione | regular season | regular season | regular season | regular season | regular season | regular season | playoff | playoff | playoff | playoff | playoff | playoff       | playoff           |
|          | Vin            | Par            | Per            | Tot            | PF             | PS             | Vin     | Per     | Tot     | PF      | PS      | risultato     | avversaria        |
| -------- | -------------- | -------------- | -------------- | -------------- | -------------- | -------------- | ------- | ------- | ------- | ------- | ------- | ------------- | ----------------- |
| 1999     | 3              | 1              | 6              | 10             | 128            | 192            | -       | -       | -       | -       | -       | -             | -                 |
| 2000     | 5              | 0              | 3              | 8              | 216            | 135            | 1       | 1       | 2       | 22      | 36      | Sesto posto   | Würzburg Panthers |
| 2001     | 3              | 1              | 4              | 8              | 183            | 142            | 0       | 2       | 2       | 0       | 40      | Ottavo posto  | Bamberg Bears     |
| 2002     | 0              | 0              | 8              | 8              | 64             | 217            | 2       | 0       | 2       | 38      | 6       | Nono posto    | Nürnberg Packers  |
| 2003     | 6              | 0              | 2              | 8              | 177            | 96             | -       | -       | -       | -       | -       | -             | -                 |
| 2004     | 6              | 0              | 0              | 6              | 206            | 34             | 1       | 1       | 2       | 45      | 43      | Terzo posto   | Ansbach Grizzlies |
| 2005     | 0              | 0              | 6              | 6              | 46             | 234            | 1       | 1       | 2       | 35      | 32      | Settimo posto | Bamberg Bears     |
| 2007     | 8              | 0              | 2              | 10             | 305            | 130            | -       | -       | -       | -       | -       | -             | -                 |
| 2019     | 4              | 0              | 6              | 10             | 322            | 315            | -       | -       | -       | -       | -       | -             | -                 |
| Totale   | 35             | 2              | 37             | 74             | 1647           | 1495           | 5       | 5       | 10      | 140     | 157     |               |                   |

Fonti: Enciclopedia del Football - A cura di Roberto Mezzetti

##### Landesliga Bayern (quinto livello)/Verbandsliga (quinto livello)
| Stagione | regular season | regular season | regular season | regular season | regular season | regular season | playoff | playoff | playoff | playoff | playoff | playoff    | playoff       |
|          | Vin            | Par            | Per            | Tot            | PF             | PS             | Vin     | Per     | Tot     | PF      | PS      | risultato  | avversaria    |
| -------- | -------------- | -------------- | -------------- | -------------- | -------------- | -------------- | ------- | ------- | ------- | ------- | ------- | ---------- | ------------- |
| 1997     | 7              | 1              | 4              | 12             | 266            | 182            | -       | -       | -       | -       | -       | -          | -             |
| 1998     | 4              | 1              | 3              | 8              | 119            | 76             | -       | -       | -       | -       | -       | -          | -             |
| 2006     | 8              | 1              | 1              | 10             | 330            | 166            | -       | -       | -       | -       | -       | -          | -             |
| 2015     | 6              | 0              | 4              | 10             | 170            | 265            | -       | -       | -       | -       | -       | -          | -             |
| 2016     | 6              | 0              | 2              | 8              | 152            | 74             | 0       | 1       | 1       | 22      | 36      | Semifinale | Hof Jokers    |
| 2017     | 3              | 0              | 4              | 7              | 191            | 135            | -       | -       | -       | -       | -       | -          | -             |
| 2018     | 8              | 0              | 0              | 8              | 378            | 69             | 2       | 0       | 2       | 47      | 31      | Promossi   | Bamberg Bucks |
| Totale   | 42             | 3              | 18             | 63             | 1536           | 967            | 2       | 1       | 3       | 69      | 67      |            |               |

Fonti: Enciclopedia del Football - A cura di Roberto Mezzetti